# Frugarolo
Frugarolo là một đô thị ở tỉnh Alessandria trong vùng Piedmont của Italia, có vị trí cách khoảng 80 km về phía đông nam của Torino và khoảng 11 km về phía đông nam của Alessandria. Tại thời điểm ngày 31 tháng 12 năm 2004, đô thị này có dân số 1.913 người và diện tích là 27,3 km².
Frugarolo giáp các đô thị: Alessandria, Bosco Marengo, Casal Cermelli, và Castellazzo Bormida.